# Linia kolejowa nr 33

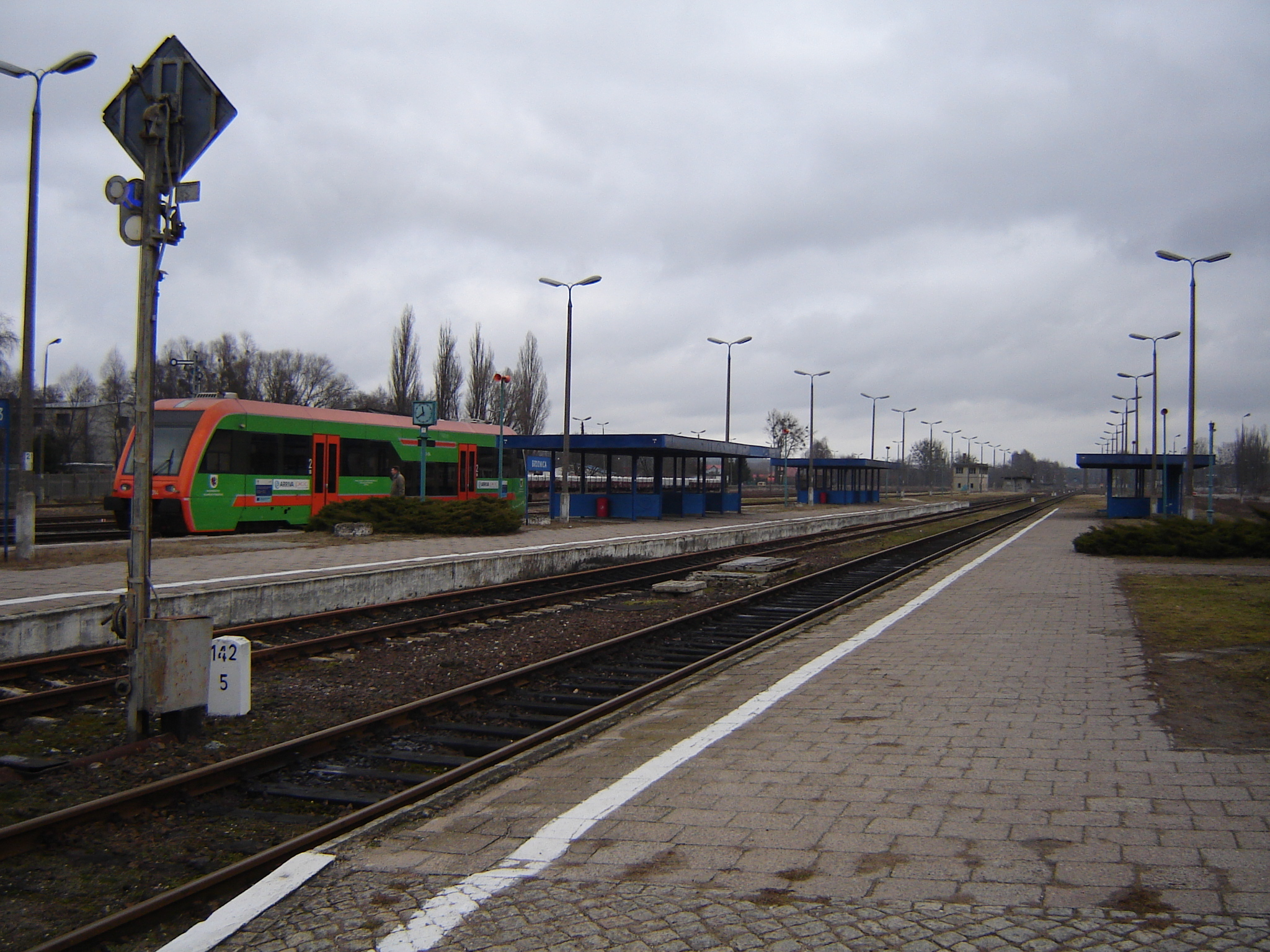
Perony na stacji kolejowej Brodnica. Po prawej stronie szynobus SA106, na pierwszym planie słupek hektometrowy informujący o odległości 142,5 km od stacji Kutno

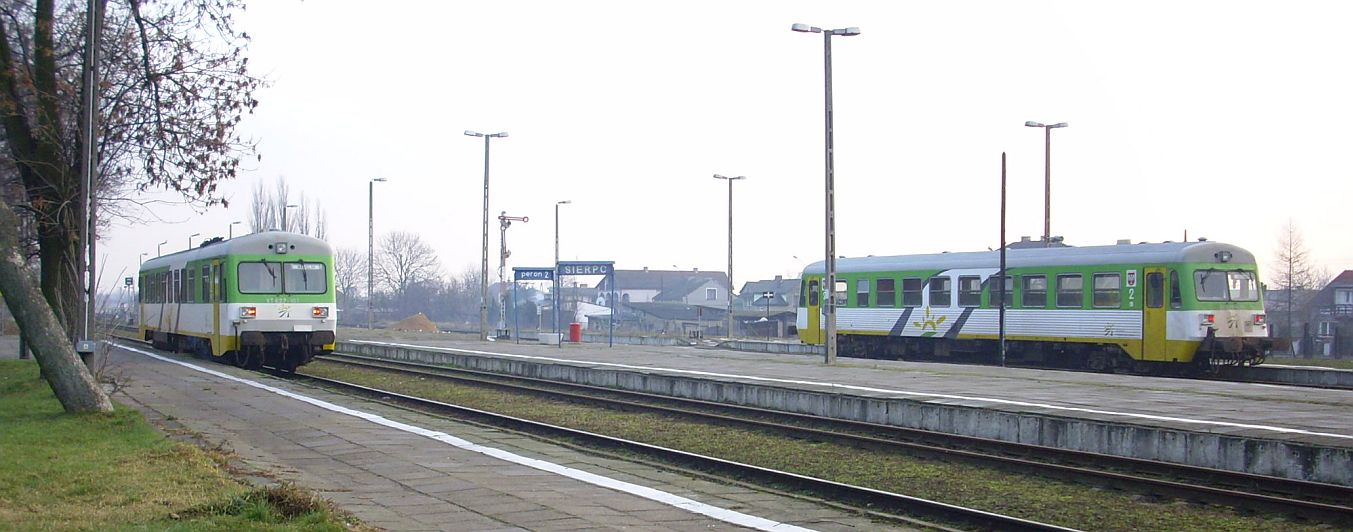
Perony dworca w Sierpcu

Linia kolejowa nr 33 Kutno – Brodnica – częściowo zelektryfikowana, pierwszorzędna, jedno- i dwutorowa linia kolejowa o długości 142,847 km, na odcinku Kutno – Płock Trzepowo zaliczona do linii o znaczeniu państwowym. Od grudnia 2021 ruch pasażerski odbywa się na całej długości linii. Pociągami można również dojechać do Warszawy, Katowic i Gdyni.
Linia wybudowana w latach 1922–1938, a zelektryfikowana częściowo w latach 1980 i 1984. Miała stanowić „ogniwa magistrali Lwów – Skarżysko – Łódź – Brodnica – Bałtyk”, łącząc Lwów i Centralny Okręg Przemysłowy z Gdynią. Według pierwotnych planów przedłużona na północ Centralna Magistrala Kolejowa miała częściowo pokrywać się z przebiegiem linii na odcinku Płock – Brodnica (etap Płock – Porty, ok. 250 km).

## Historia
Najważniejsze daty
- 15 stycznia 1922 r. – tymczasowe otwarcie linii Kutno – Płock Radziwie
- 24 października 1925 r. – otwarcie linii Kutno – Płock Radziwie[8]
- 31 grudnia 1925 r. – otwarcie linii Kutno – Płock[9]
- 19 listopada 1934 r. – otwarcie linii Płock – Sierpc
- 25 września 1937 r.[10] – otwarcie linii Sierpc – Brodnica
- 19 grudnia 1938 r. – oddanie do użytku mostu w Płocku i linii Płock Radziwie – Płock[11]
- 8 września 1939 r. – częściowe wysadzenie mostu przez wycofujące się Wojsko Polskie
- 20 stycznia 1945 r. – ponowne wysadzenie odbudowanego mostu przez wycofujących się Niemców
- 18 czerwca 1950 r. – ponowne oddanie do użytku mostu w Płocku
- 1 maja 1972 r. – wypadek kolejowy na stacji Sierpc[12]
- 1977 r. – oddanie do użytku drugiego toru na odcinku Łąck – Płock Radziwie
- 31 maja 1980 r. – elektryfikacja linii na odcinku Kutno – Florek
- 9 lutego 1984 r. – wypadek kolejowy na stacji Płock Radziwie[13]
- 27 listopada 1984 r. – elektryfikacja linii na odcinku Florek – Płock Trzepowo
- ok. 1990 r. – zlikwidowanie stacji Florek

### Odcinek Kutno – Płock
Ze względów strategicznych Rosjanie nie budowali w Królestwie Polskim linii kolejowych na lewym brzegu Wisły. Pierwsze projekty połączenia kolejowego dla Płocka sięgają już 1885 r., lecz żaden nie został zrealizowany. W 1911 r. budowy kolei zamierzało podjąć się Towarzystwo Budowy i Eksploatacji Kolei Podjazdowych w Królestwie Polskim. Opracowano dwa warianty kolei: wąskotorowej lub szerokotorowej. W czasie I wojny światowej Polska Rada Ekonomiczna i Rozrachunkowa w Piotrogrodzie planowała budowę linii kolejowej Kutno – Płock – Sierpc – Brodnica, ale przeszkodziła temu trwająca wojna.
Budowę kolei rozpoczęto wiosną 1920 r. od strony Kutna jako szlak jednotorowy. Prowadzona była początkowo przez Warszawską Dyrekcję Kolei Państwowych, a następnie przez Dyrekcję Budowy Kolei Państwowych z siedzibą w Warszawie. W 1920 r. powstał VI Oddział Dyrekcji Budowy Kolei Państwowych i rozpoczęto wywłaszczanie gruntów na podstawie Dekretu Naczelnika Państwa z 1 czerwca 1920 r. Konkurs na wykonawstwo wygrało Towarzystwo Robót Inżynierskich z Poznania. Zamiarem przedsiębiorstwa było wykonanie prac do końca 1921 r., ale w 1920 r. prace wstrzymano z powodu trwającej wojny. Od wiosny 1921 r. prace przyspieszono i do końca roku wykonano większość robót ziemnych. Równolegle postępowały prace przy tworzeniu infrastruktury kolejowej.
Ruch na linii prowadzono już tymczasowo od 15 stycznia 1922 r. W pierwszej kolejności tor doprowadzono do stacji Strzelce, a od 15 stycznia 1922 r. rozpoczęto na tym odcinku przewozy towarowe całowagonowe. W Strzelcach z kolejowego połączenia z Kutnem korzystała cukrownia Strzelce oddalona 3 km od stacji. Niemal natychmiast przystąpiono do opracowania projektu i budowy bocznicy od stacji do cukrowni, zakończonej w 1923 r. W maju 1922 r. tor doprowadzono do stacji Sierakówek, a w październiku do Gostynina i rozpoczęto budowę stacji w Radziwiu. Od 20 stycznia 1923 r. do Gostynina dojeżdżały pociągi towarowe, od 5 kwietnia do Łącka i w grudniu do stacji w Radziwiu. Prace były spowolnione koniecznością dokonania przekopu w Górach. W marcu 1924 r. doszło do powodzi i z tego powodu runął jeden z filarów żelbetowego kolejowego mostu na Ochni w Kutnie. Pociągi nadal nie prowadziły przewozów pasażerskich. Stały ruch towarowy rozpoczął się 15 kwietnia 1924 r., a od 28 czerwca 1924 r. tymczasowy ruch osobowy. Pociąg towarowo-osobowy odległość 46 km pokonywał w ciągu 4 godz. przy średniej prędkości 11,5 km/h. Od listopada 1924 r. pociągi jeździły szybciej i pokonywały trasę w ciągu niecałych 3 godz. W 1925 r. zwiększono prędkość do 30 km/h.
Radziwie i Gostynin były stacjami III klasy, Strzelce Kujawskie IV klasy. Bocznicę kolejową w Radziwiu o długości 251 m zbudowało w 1924 r. Płockie Stowarzyszenie Rolnicze. Składy miała tu Fabryka Papieru Soczewka, a tor wyładunkowy firma St. i J. Górnickich. W 1937 r. zbudowano bocznicę do portu, oddając ją do użytku 9 października tego roku wraz z portem.
Oficjalne przejęcie nowo wybudowanej linii przez Warszawską Dyrekcję Kolei Państwowej nastąpiło 17 października 1925 r. Oficjalne otwarcie nastąpiło dnia 24 października 1925 r. na podstawie rozporządzenia Ministra Kolei. Ze względu na brak mostu przez Wisłę ruch kończył się na przedmieściu Płocka – Radziwiu. Linia miała 45,8 km długości. Nadano jej charakter linii magistralnej. Miała 6% spadków i łuki o promieniach 1000 m (wyjątkowo 600 m).
Przeprawę przez Wisłę oddano w 1938 r. Most miał 9 przęseł o rozpiętości – licząc od lewego brzegu – 21,0 m + 75,6 m + 84,0 m + 84,0 m + 92,0 m + 110,4 m + 110,4 m + 92,0 m + 21,0 m oraz posiadał jezdnię górną. Budowę podpór i montaż przęseł przeprowadzono równocześnie i zakończono dnia 19 grudnia 1938 r.
Po zakończeniu wojny odcinek z Płocka Radziwie do Kutna podporządkowano nowej, istniejącej do 1958, DOKP w Łodzi, natomiast odcinek w stronę Sierpca DOKP w Warszawie. Całość podporządkowano następnie Centralnej DOKP w Warszawie. Po wybudowaniu kombinatu petrochemicznego w Płocku linia obciążona znacznym ruchem towarowym. W 1977 r. oddano do użytku drugi tor na odcinku Łąck – Płock Radziwie. W 1982 r. w trakcie styczniowej powodzi woda zerwała przyczółek mostowy od strony zachodniej, a w konsekwencji linia kolejowa była przez blisko rok nieczynna. W 1984 r. odcinek w pełni zelektryfikowano, doprowadzając sieć trakcyjną aż do stacji Płock Trzepowo. Jakość tej inwestycji była jednak niska:
„Szafrański przekonuje, że w latach 80. ilość nie szła w jakość: – Jakość materiałów była fatalna. Konstrukcjami wsporczymi sieci zasłaniano semafory, a słupy stawiano bez przebudowy wąskich peronów. Na przykład w 1984 r. na linii Kutno – Płock uruchomiono przewozy trakcją elektryczną, mimo że z dwóch podstacji zbudowana była tylko jedna, która z dwóch linii zasilających czynną miała zaledwie jedną. Maszyniści byli uczuleni, że muszą delikatnie ruszać i nie mogą odjeżdżać jednocześnie z mijanek.”
10 stycznia 2021 do Płocka powróciły pociągi pospieszne. Uruchomiono bowiem 1 parę pociągu TLK Chemik z Katowic do Płocka, natomiast od grudnia 2021 uruchomiono pociąg TLK Flisak z Katowic do Płocka, zmieniający lokomotywę w Płocku.

### Odcinek Płock – Sierpc
Budowę linii na tym odcinku rozpoczęto na podstawie ustawy z dnia 11 kwietnia 1919 r. Zgodnie z nią do prac miano przystąpić niezwłocznie celem zatrudnienia bezrobotnych. Prace przerwano na czas wojny polsko bolszewickiej. Wznowiono je później w celu zatrudnienia bezrobotnych z okolic Płocka. W 1931 r. ukończono roboty ziemne na odcinku od km 4 (licząc od Płocka) do km 16 i budowę mostu pod Sierpcem. W 1932 r. zaawansowanie prac przy budowie podtorza wynosiło 91%; ułożono też 4,8 km torów. Do końca 1933 r. zrealizowano 85% robót ziemnych, 70% mostowych oraz ułożono 30% torów. Ruch otwarto 19 listopada 1934 r. Do uzyskania tranzytowego charakteru konieczne było jeszcze otwarcie mostu przez Wisłę w Płocku, co nastąpiło w 1938 r.
W czasie wojny na tym odcinku linii miały miejsce liczne akcje dywersyjne oddziałów Gwardii Ludowej i Armii Ludowej: „Wiosną 1943 r. grupa moja wykoleiła pociąg na trasie Sierpc – Płock, między stacjami Gozdowo i Proboszczewice (...). Przy końcu 1944 r. na samej stacji Proboszczewice zwekslowaliśmy na ślepy tor pięć wagonów ze sprzętem bojowym. Wszystkie wagony uległy zniszczeniu. Inny oddział, pod kierownictwem Ignaca Siedlicha, przy pomocy materiału wybuchowego poważnie uszkodził tor kolejowy na odcinku Płock–Sierpc.”.
Po zakończeniu wojny odcinek ponownie nie miał do czasu odbudowy mostu w 1950 r. połączenia z lewym brzegiem Wisły. W efekcie budowy rafinerii w Płocku wykonano prace przy infrastrukturze kolejowej w mieście: budowę nowej stacji zdawczo-odbiorczej Płock Towarowa (Płock Trzepowo), budowę zakładowej stacji rozrządowej Płock Rafineria i całkowitą modernizację linii kolejowej (ograniczoną jednak wobec pierwotnych, zakładanych w Studium Komunikacyjnym Płocka z 1960 r., planów). Ponadto zbudowano (w latach 1961–1968) centrum komunikacyjne w Płocku z nowoczesnym na tamte czasy budynkiem dworca. Stabilizacja ruchu pasażerskiego była dość duża (6–8 par pociągów), a jedyny wyłom nastąpił po elektryfikacji linii w 1984 r. Postulowany przez mieszkańców Płocka pociąg do Warszawy uruchomiono dopiero w latach 80., likwidując go i ponownie uruchamiając w zależności od decyzji przewoźników.

### Odcinek Sierpc – Brodnica
Pierwotnie pomiędzy Sierpcem a Rypinem powstała linia wąskotorowa (600 mm). W 1922 r. oddano do użytku odcinek wąskotorówki Sierpc – Szczutowo o przebiegu zbliżonym do późniejszej linii normalnotorowej, a dnia 15 listopada 1929 r. odcinek Szczutowo – Rypin, prowadzący jednak – odmiennie w stosunku do dzisiejszej linii – przez Skrwilno i Okalewo. Pierwsze plany budowy linii normalnotorowej oparto na ustawie z dnia 2 marca 1920, przy czym miały one podstawę gospodarczą – wówczas odcinek ten rozważano jako fragment połączenia Śląska i Łodzi z portami. Rozpoczęcie realizacji Magistrali Węglowej i wybuch w 1929 r. kryzysu gospodarczego, pogarszającego poważnie sytuację finansów państwa, odsunęły te zamierzenia na dalszy plan.
Powrócono do nich w nowej sytuacji międzynarodowej. Decyzja o budowie linii w latach 30. – analogicznie jak w przypadku odcinka Sierpc – Toruń na linii kolejowej nr 27 – miała swoje uzasadnienie we względach obronnych, umożliwiając lepsze połączenie centrum kraju z Pomorzem. Program inwestycji kolejowych dla potrzeb wojska na lata 1936–1940 zakładał m.in. (w pierwszym okresie i w pierwszej kolejności) budowę linii Sierpc – Toruń i Sierpc – Brodnica (po 36 par pociągów), budowę mostu w Płocku (w drugiej kolejności), a także powiększenie przepustowości linii Sierpc – Nasielsk (do 36 par pociągów, w pierwszej kolejności) i Sierpc – Płock (do 36 par pociągów, w drugiej kolejności). W tym samym czasie poszerzono do linii 2-torowej linię Kutno – Toruń, prowadzącą w tym samym kierunku, a w Toruniu most kolejowy został rozbudowany i dostosowany do ruchu dwutorowego (1936 r.).
W okresie 1935–1937 zbudowano linię normalnotorową pomiędzy Sierpcem i Brodnicą. Budowę całego odcinka (55,4 km) rozpoczęto w 1935 r. na podstawie rozporządzenia Prezydenta Rzeczypospolitej z dnia 18 kwietnia 1935 r. Wskutek ukształtowania terenu budowa wymagała przeprowadzenia znacznych robót ziemnych. W 1936 r. wykonano prace ziemne i betonowe przy budowie podtorza. Wykonano montaż przęseł mostu przez Drwęcę pod Brodnicą, zamontowano urządzenia liniowe łączności telefonicznej i telegraficznej oraz zbudowano ok. 40% budynków służbowych. Oprócz tego wzniesiono m.in. most przez Skrwę pod Sierpcem. Koszt budowy tego odcinka wyniósł 8 640 000 ówczesnych złotych, co odpowiada 156 000 zł/km Budowę linii zalicza się do najważniejszych osiągnięć krajowego kolejnictwa w 2. połowie lat 30.
Również na tym odcinku linii Gwardia Ludowa dokonywała dywersji: „Jedno z pierwszych wykolejeń nastąpiło koło Szczutowa na linii Rypin – Sierpc w marcu 1943 r. Przerwa w ruchu trwała ponad czterdzieści godzin. Zniszczeniu uległo kilkanaście wagonów ze sprzętem wojskowym.”. O podobnym zdarzeniu wspomina również Kazimierz German, lokując je jednak w marcu 1942 r. Zgodnie ze Szkicami rypińskimi na odcinku linii miały miejsce następujące zdarzenia:
- 14 marca 1942 r. – wykolejenie pociągu z transportem żywności; zniszczono kilkanaście wagonów;
- 14 sierpnia 1942 r. – wykolejenie pociągu z transportem żywności; zniszczono 14 wagonów;
- 27/28 marca 1943 r.[35] – wykolejenie w pobliżu stacji Szczutowo pociągu towarowego; uszkodzono parowóz i 18 wagonów[36].

Według innych źródeł kilka dni po ostatniej z tych dat miała miejsce jeszcze jedna akcja dywersyjna w pobliżu Szczutowa – wykolejenie pociągu z ziemniakami.
Ruch pociągów pasażerskich został zawieszony dnia 3 kwietnia 2000 r. Urząd Marszałkowski Województwa Kujawsko-Pomorskiego odpowiedział odmownie w 2016 r. na petycję w sprawie przywrócenia ruchu na linii, argumentując, że linia nie odpowiada oczekiwaniami podróżnych co do podstawowego kierunku podróży jakim jest Toruń.
W grudniu 2021 dokonano reaktywacji połączeń pasażerskich. Całą linią kolejową nr 33 jeździ bowiem pociąg TLK Flisak z Katowic do Gdyni przez Rypin, Brodnicę, Grudziądz, który na stacji Płock zmienia lokomotywę na spalinową.

## Stan techniczny
Ze względu na pogarszający się stan techniczny szlaków konieczne było wprowadzenie licznych ograniczeń prędkości. W 2012 roku modernizację przeszedł tor nr 2 na odcinku Łąck – Płock Radziwie, dzięki czemu podniesiono prędkość pociągów z 60 do 100 km/h. Wymianie uległo 2,2 km toru pojedynczego oraz rozjazdy na stacji Łąck, oczyszczono i uzupełniono tłuczeń na długości 0,5 km. Roboty torowe wykonał w formule Projektuj i buduj Transprojekt Gdańsk. W 2016 roku dokonano robót remontowych na odcinku od stacji Kutno do stacji Florek, dzięki czemu odwołano obowiązujące ograniczenia prędkości. Wymienione zostały 2 kilometry toru pojedynczego i dokonano remontu mostu. W kwietniu 2016 roku rozstrzygnięto przetarg na remont stacji Płock Trzepowo oraz torów na odcinku Gostynin – Płock Trzepowo. W kwietniu 2017 roku rozstrzygnięto przetarg na remont linii od stacji Florek do stacji Strzelce Kujawskie, gdzie wymianie uległo ponad 8 km toru pojedynczego. W ich wyniku prędkość szlakowa od stacji Kutno do stacji Strzelce Kujawskie wzrosła z 60 do 100 km/h. W 2018 roku ZRK DOM Poznań przeprowadził prace naprawcze na odcinkach Strzelce Kujawskie – Gostynin oraz Płock Radziwie – Płock. W ich wyniku prędkość wzrosła z 40/60 km/h do 100 km/h. Od 6 maja 2019 roku do 31 sierpnia 2019 PKP PLK ponownie zamknęło linię kolejową nr 33 na odcinku Łąck – Gostynin. Prace, które ponownie wykonała spółka ZRK DOM w Poznaniu, obejmowały wymianę ponad 10 km toru, remont 12 obiektów inżynieryjnych i naprawę 6 przejazdów kolejowo-drogowych. Pozwoliło to na podniesienie prędkości z 60 do 100 km/h dla pociągów pasażerskich oraz z 40 do 60 km/h dla pociągów towarowych (z dniem 15 grudnia 2019). W 2021 roku dokonano remontu, będącego w złym stanie technicznym odcinka Sierpc – Szczutowo, co pozwoliło na podniesienie prędkości pociągów pasażerskich z 20 do 80 km/h. W sierpniu 2022 wykonywano prace remontowe toru na szlaku Płock Trzepowo – Sierpc, czego wynikiem było podniesienie prędkości na długości 1 km z 60 do 80 km/h dla pociągów pasażerskich. Dodatkowo na stacjach Łąck wymieniono sygnalizację kształtową na świetlną i wyremontowano SRK na stacji Płock Radziwie. Na szlaku Kutno – Florek zabudowano nową blokadę liniową.
| odcinek linii | odcinek linii | pociągi pasażerskie | pociągi pasażerskie | szynobusy | szynobusy | pociągi towarowe | pociągi towarowe |
| km pocz.      | km końcowy    | Tor 1               |                     |           |           |                  |                  |
| –0,250        | 3,150         | 100                 | 100                 | 80        |           |                  |                  |
| 3,150         | 4,040         | 80                  | 80                  | 60        |           |                  |                  |
| 4,040         | 5,370         | 100                 | 100                 | 60        |           |                  |                  |
| 5,370         | 13,520        | 100                 | 100                 | 60        |           |                  |                  |
| 13,520        | 39,530        | 100                 | 100                 | 60        |           |                  |                  |
| 39,530        | 46,200        | 100                 | 100                 | 60        |           |                  |                  |
| 46,200        | 48,300        | 40                  | 40                  | 40        |           |                  |                  |
| 48,300        | 54,135        | 80                  | 80                  | 60        |           |                  |                  |
| 54,135        | 58,691        | 100                 | 100                 | 60        |           |                  |                  |
| 58,691        | 86,700        | 80                  | 70                  | 50        |           |                  |                  |
| 86,700        | 88,670        | 50                  | 50                  | 50        |           |                  |                  |
| 88,670        | 100,900       | 80                  | 80                  | 70        |           |                  |                  |
| 100,900       | 142,597       | 80                  | 80                  | 70        |           |                  |                  |
| km pocz.      | km końcowy    | Tor 2               |                     |           |           |                  |                  |
| 38,608        | 46,074        | 100                 | 100                 | 60        |           |                  |                  |